# Dacznoje (przystanek kolejowy w obwodzie moskiewskim)
Dacznoje (ros. Дачное) – przystanek kolejowy w miejscowości Żaworonki, w rejonie odincowskim, w obwodzie moskiewskim, w Rosji. Położony jest na linii Moskwa – Mińsk – Brześć.